# FN P90
Die FN P90 ist eine Personal Defence Weapon der belgischen Firma Fabrique Nationale Herstal. Mit ihr sollten Truppenteile ausgerüstet werden, die nicht direkt an Kampfhandlungen teilnehmen. Zu diesen sogenannten Kampfunterstützungstruppen gehören beispielsweise Techniker, Versorger, Fahrzeug-Besatzungen und Köche. Der weitaus größere Teil der Soldaten in einer modernen Armee befindet sich in einer derartigen Verwendung. Ein Sturmgewehr als Bewaffnung wäre für sie zu schwer, zu unhandlich und zu teuer, nicht zuletzt weil diese Unterstützungstruppen keinen Bedarf für die hohe Reichweite einer vollwertigen Langwaffe haben. Andererseits bieten herkömmliche Maschinenpistolen mit dem üblichen Kaliber 9 × 19 mm keine ausreichende Feuerkraft gegen moderne Schutzwesten. Deshalb entwickelte man die FN P90, die einen besonders prägnanten Versuch darstellt, die Vorteile einer Maschinenpistole (Handlichkeit, Kosten) mit einer verhältnismäßig großen Durchschlagskraft zu verbinden, die fast an die eines Sturmgewehres herankommt.

## Entwicklung
Ausschlaggebend für die Entwicklung dieser Waffe war die Wirkungslosigkeit der von Maschinenpistolen normalerweise verschossenen Pistolenmunition gegenüber modernen Schutzwesten. Bereits im Jahr 1979 wurde in der Sowjetunion die Patrone 5,45 × 18 mm entwickelt, die gegenüber der bis dahin verwendeten 9 × 18 mm in der Lage war, 55 Lagen Kevlar zu durchdringen.
In der Folgezeit machte sich auch die NATO über die Bedeutung von Schutzwesten auf dem Schlachtfeld Gedanken und es wurden informelle Anfragen an die Industrie gestellt. Übliche Sturmgewehrkleinkaliber werden zwar auch aus Waffen mit ausreichender Penetrationswirkung von der Größe einer Maschinenpistole verschossen. Neben dem Vorteil der einheitlichen Munition gibt es jedoch auch einige Nachteile, wie etwa die schlechte Ausnutzung der Energie der Treibladung im kurzen MP-Lauf. Wenn Teile der Treibladung ungenutzt den Lauf verlassen und ein starkes Mündungsfeuer erzeugen, weist dies darauf hin, dass Gewehrpatronen beim Verschießen aus einer MP gewichtsmäßig zu optimieren sind.
Als Resultat daraus investierten die Rüstungsbetriebe FN aus Belgien und GIAT aus Frankreich in die Entwicklung neuer Munition, welche die Durchschlagsleistung der 9 × 19 mm übertreffen sollte. Während GIAT nur die Patrone 5,7 × 22 mm entwickelte, wurde bei FN zur 5,7 × 28 mm auch die Maschinenpistole P90 konstruiert, die später noch mit der Selbstladepistole Five-Seven ergänzt wurde.

## Design
Bei der P90 handelt es sich von der Konstruktion und dem Design her um eine Waffe, die keine Ähnlichkeit mit einer herkömmlichen Maschinenpistole besitzt. Ihr markantes, futuristisch anmutendes Äußeres hat wenig vom ursprünglichen Design gängiger Infanteriewaffen: So bestehen ihre beiden Griffstücke lediglich aus zwei Aussparungen, in die der Schütze hineingreifen muss, um den großen Abzug betätigen zu können. Auch ragt vorne aus dem eher plump anmutenden Gehäuse lediglich der Mündungsfeuerdämpfer des nahezu vollständig vom Gehäuse umgebenen Laufes heraus. Ein zusätzlicher Schalldämpfer kann aufgesetzt werden. Die Nase unter der Mündung soll verhindern, dass die Hand beim Feuern versehentlich vor die Mündung gerät.

## Technik
Die FN P90 ist ein aufschießender Rückstoßlader, der Verschluss schließt also nach Schussabgabe direkt wieder, wobei die nächste Patrone ins Patronenlager eingeführt wird. Damit wird der Schütze bei Einzelfeuer durch die Bewegung des Verschlusses nicht gestört und kann die Waffe besser im Ziel halten. Durch die Bullpupkonstruktion wird eine größere Lauflänge für bessere Genauigkeit und Durchschlagskraft bei möglichst kleiner Gesamtlänge erreicht. Ein Feuerwahlhebel für Einzelfeuer und Feuerstöße sowie die Sicherung sind in Form eines Drehschalters unter dem Abzug zu finden. Für den Fall, dass das Leuchtpunktvisier ausfällt, gibt es auf beiden Seiten der Waffe noch standardmäßige Visierkimmen, um beidseitig schießen zu können. Als Option kann an der Vorderseite unter der Mündung vom Werk aus ein Laser direkt in das Gehäuse integriert werden, der mit einem ebenfalls integrierten Druckknopf am Griff aktiviert werden kann. Zusätzlich befindet sich an der rechten Seite eine Picatinny-Schiene, an der weitere Zielhilfen (Laser, Taclight) montiert werden können.
Die FN P90 leistet inzwischen in mehr als 40 Staaten Dienst und wurde/wird von zahlreichen anderen Staaten getestet.

### Magazin
Für die Munitionszufuhr wurde eine Möglichkeit gesucht, die eine Behinderung durch ein aus der Waffe herausstehendes Magazin vermeidet und gleichzeitig möglichst einfach und funktionssicher ist, also weitgehend auf bewegliche Teile verzichtet.
Somit kamen Stangen- und Kurvenmagazine herkömmlicher Bauweise nicht in Betracht. Man hat sich dann mit verschiedenen schon bekannten Konstruktionen beschäftigt. Eine davon wurde ebenfalls von FN entwickelt. Hierbei handelt es sich um ein von oben aufgesetztes Magazin, welches mit zwei Federn von beiden Enden des Stangenmagazins die Patronen in der Mitte zusammendrückt und über eine entsprechende Öffnung in die Waffe einführt. Höcker innerhalb des Magazins dienen dabei der Steuerung der Zuführung. Vorteil hierbei ist, dass sich der Waffenschwerpunkt nicht verlagert, Nachteil, dass die Patronen quer zur Schussrichtung gelagert sind. Die zweite Entwicklung stammt von John Hill und beschäftigt sich mit der Drehung quergelagerter Patronen innerhalb der Waffe. Hill setzte in seiner 1949 eingereichten Patentschrift auf eine durch die Waffenfunktion betätigte Walze.
Die im Folgenden angegebenen Verweise auf Darstellungen des Magazins sowie Teile dessen finden sich im angehängten Einzelnachweis.
Das Magazin besteht im Wesentlichen aus zwei Bereichen. Der erste ist rechteckig und dient als Aufbewahrung für die Patronen, der zweite ist zylindrisch und dient der Zuführung der Patronen.

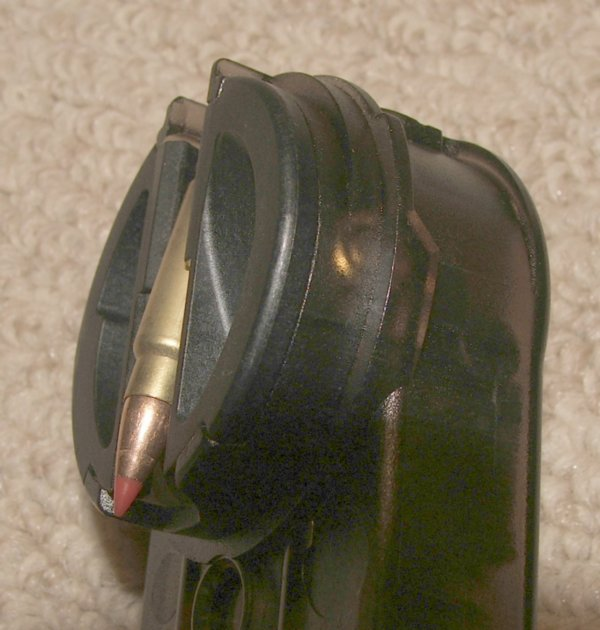
Zuführbereich des Magazins

Innerhalb des ersten Bereichs sind die Patronen quer zur Bewegungsrichtung und zweireihig übereinander gelagert. Rippen (Nr. 24) in der Magazinwandung dienen als Führung für die Patronen. Die Patronen werden durch eine Feder (Nr. 54) mit Zubringer (Nrn. 55–59) in Richtung des zweiten Bereichs gedrückt. Im zweiten Bereich wird das Magazin einreihig. Die Patronen bleiben weiterhin quer zur Bewegungsrichtung, werden jetzt jedoch durch eine Biegung innerhalb des Magazins nach unten bewegt. Dabei gelangen sie nach wenigen Millimetern auf eine schräge Rampe (Nr. 44), welche als Zwangskurve dient und die Patrone so dreht, dass das Geschoss in Mündungsrichtung zeigt. Dabei hängt die Patrone an den Magazinlippen und wird durch den sich bewegenden Verschluss mitgenommen und in das Patronenlager eingeführt.
Da die Magazinfeder jedoch nur geradlinig Druck ausüben kann, müssten theoretisch Patronen in dem Zuführungsteil des Magazins verbleiben. Wie man den Teilzeichnungen Fig. 17 und Fig. 18 entnehmen kann, schiebt sich der Zubringer in den zweiten Bereich und klappt nach unten ab, kann jedoch die Rampe nicht erreichen. Dieses Problem wurde dadurch gelöst, dass sich zwei Dummys (Nrn. 60 und 61) im Magazin befinden. Diese beiden Kunststoffkörper geben den Druck innerhalb der Zuführung an die letzte Patrone weiter.
Das Magazin ist in der Serienproduktion aus durchsichtigem bernsteinfarbenen Polycarbonat, frühe Prototypen existieren auch in klarem Weiß. Damit ist die schnelle Füllstandskontrolle möglich.
Der Magazinwechsel dauert unwesentlich länger als bei anderen Waffen, da hier das Magazin nicht auf Knopfdruck aus der Waffe fällt, sondern herausgenommen werden muss.
Der Auswurf der leeren Hülsen erfolgt an der Unterseite durch das hintere, hohle Griffstück. Als Zusatz kann man noch einen Auffangbehälter für die leergeschossenen Patronenhülsen am Auswurf anbringen. Da die FN P90 die Patronenhülsen nach unten auswirft, kann sie auch von beiden Schultern aus abgefeuert werden, was die MP gleichermaßen für Rechts- und Linkshänder geeignet macht.

### Munition
Speziell für die FN P90 wurde eine Munition im Kaliber 5,7 × 28 mm entwickelt, die für diesen Zweck wesentlich bessere ballistische Eigenschaften als die ältere 9 mm Parabellum besitzt. Sie verbindet hohe Durchschlagskraft mit einer guten Stoppwirkung. Rückstoß und Hochschlag der Waffe sind gering, wodurch sie bei Dauerfeuer gut zu beherrschen ist. Die gleiche Munition findet auch in der Pistole Five-seveN Verwendung.

## Nutzerstaaten

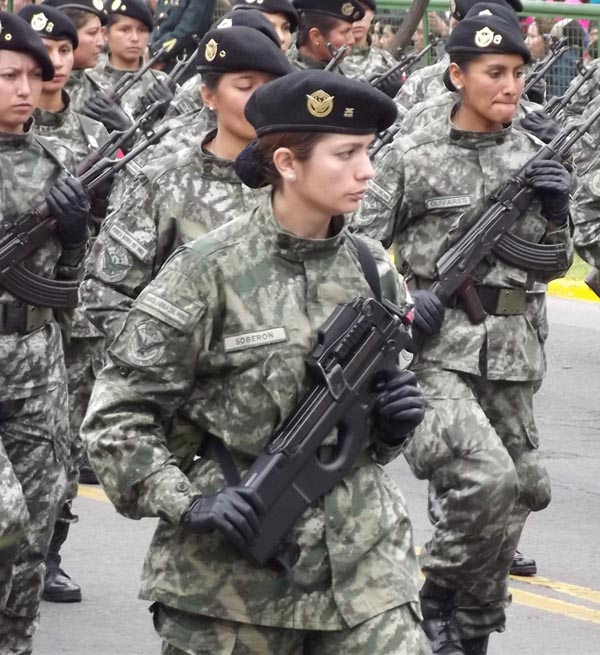
Peruanische Soldatin mit einer FN P90 im Jahr 2012

- Libyen – Libyen bestellte im Jahr 2008 im Rahmen eines größeren Waffengeschäfts unter anderem 367 P90.[7][8]
- Belgien – Belgien bestellte 53 Stück FN P90, wovon 48 für den Personenschutz (v. a. Botschaftsschutz) und fünf als Reserve eingesetzt werden.[9] Weiterhin nutzte die ehemalige Gendarmerie/Rijkswacht Belgiens 114 Waffen dieses Typs für spezielle Aufgaben, zum Beispiel dem Schutz von Werttransporten.[10]
- Luxemburg – Die Spezialeinheit Unité Spéciale de la Police der Police grand-ducale setzt diese Waffe ein.[11]
- Peru – Diverse Einheiten verschiedener Teilstreitkräfte.[12]
- Vereinigte Staaten – Der US Secret Service sowie einige Polizeibehörden und Sondereinheiten, wie zum Beispiel das SWAT der Polizei von Houston, setzen die FN P90 ein.[13]
- Thailand – Die Waffe ist seit Anfang der 1990er-Jahre bei den thailändischen Streitkräften in Verwendung.[14]
- Türkei – Die Antiterroreinheit der türkischen Jandarma und der Spezialeinheit der türkischen Polizei sowie die Sicherheitskräfte des türkischen Ministerpräsidenten verwenden diese Maschinenpistole.[15][16]
- Österreich – Die P90 wird vom Jagdkommando sowie dem Kommando Militärstreife & Militärpolizei verwendet.[17]
- Zypern – Die P90 wird bei der zypriotischen Nationalgarde verwendet.[18]